# En by ved navn København
En by ved navn København (dt. Eine Stadt mit dem Namen Kopenhagen) ist ein dänischer Kurzfilm aus dem Jahr 1960. Der Film wurde sowohl vom Kopenhagener Stadtrat als auch von der Hafenverwaltung gesponsert. Er war bei der Oscarverleihung 1961 in der Kategorie Bester Dokumentarfilm (Kurzfilm) nominiert.

## Handlung
Der Sprecher geht in lakonischem Tonfall der Frage nach, was eine Stadt wäre. Bei der Untersuchung bedient er sich unter anderem eines Straßenkehrers, der sein gesamtes Leben in Kopenhagen verbracht hat, sowie eines Malers, der insbesondere am Hafen der Stadt Motive für seine Bilder sucht. Gezeigt wird eine traditionsreiche Stadt, die zugleich der Moderne verschrieben ist. Kopenhagen wird als sozial und problemfrei dargestellt. Man sieht in die Werkstätten von Royal Copenhagen, in die Werft auf Holmen und immer wieder Attraktionen des Tivoli. Auch Aufnahmen aus dem Jahr 1912 sind in den Film geschnitten. Obwohl die Frage unter verschiedenen Gesichtspunkten beleuchtet wird und verschiedene Fakten über die Stadt genannt werden, bleibt sie unbeantwortet. Aber unabhängig davon kann festgehalten werden: Es gibt eine Stadt mit dem Namen Kopenhagen.